# Triassútxnaia
Triassútxnaia (en rus: Трясучая) és un poble del krai de Krasnoiarsk, a Rússia, que en el cens del 2010 tenia 103 habitants. Pertany al districte de Balakhtà.